# Teatro Belgrano (Tucumán)
El Teatro Belgrano fue una sala teatral de San Miguel de Tucumán, Tucumán, Argentina. Fue inaugurado en 1878 y demolido en 1959, siendo actualmente sede del Ente Cultural de Tucumán y la Sala Orestes Caviglia.

## Historia
Originalmente se construyó un teatro entre las calles San Martín y Maipú. Este comenzó a funcionar en 1867, aunque anteriormente hubo problemas en su estructura al caerse sus paredes. En 1872 fue transferido a la municipalidad de la capital para ser sede del mismo. Por esta razón se propuso erigir un nuevo espacio teatral en 1873, tras crearse la Sociedad Anónima Teatro Belgrano. 
La construcción del edificio inició en 1876, siendo inaugurado el 6 de julio de 1878 con la obra Yorick o un drama nuevo escenificado por la Compañía Dramática de Zarzuelas. El teatro fue administrado por la Sociedad Anónima Teatro Belgrano hasta 1898 cuando fue adquirido por la intendencia capitalina. 
Esta realizó una remodelación de la edificación en 1899. En los siguientes años se presentaron actores como Emma Gramática, Ermete Novelli, Tini Di Lorenzo, Mimí Aguglia, María Guerrero, Rosario Pino, entre otros. Además, se hicieron bailes, comidas y duelos de espada. 
En 1933 pasó a ser parte del gobierno provincial, albergando la Academia de Bellas Artes de Tucumán. En 1946 el Instituto de Artes de la Universidad Nacional de Tucumán desempeñó sus funciones en el lugar hasta que fue demolido en 1959 por el gobierno de Celestino Gelsi. En el sitio del antiguo teatro se construyó la Casa de la Cultura Lola Mora y la Sala cultural Orestes Caviglia. Las obras comenzaron en 1960 y se inauguraron el 18 de mayo de 1973 por el gobernador Oscar Emilio Sarulle. 

## Descripción
El teatro tenía un gran atrio en su fachada y tres ingresos de arco de medio punto. El espacio cultural poseía 1364 m2 y dos plantas. La capacidad era de 1500 personas, con platea de 250 butacas y 20 palcos bajos y 22 altos con 6 sillas cada uno de 188 m2. También había un vestíbulo, galerías y un foyer de 66 m2 con bufé. El escenario se extendía en 195 m2. 